# Banara
Banara es un género de plantas de flores de la familia Salicaceae. Comprende 73 especies.

## Especies seleccionadas
- Banara brasiliensis (Schott) Bentham
- Banara ibaguensis Tulasne
- Banara guianensis
- Banara regia Sandwith
- Banara riparia Sleumer
- Banara ulmifolia (Kunth) Benth. - candelillo de Popayán[1]
- Banara vanderbiltii Urban
- Banara wilsonii Alain

## Sinónimo
- Kuhlia